# (9728) 1981 EX38
(9728) 1981 EX38 — астероїд головного поясу, відкритий 2 березня 1981 року.
Тіссеранів параметр щодо Юпітера — 3,445.